# Krówski Żleb

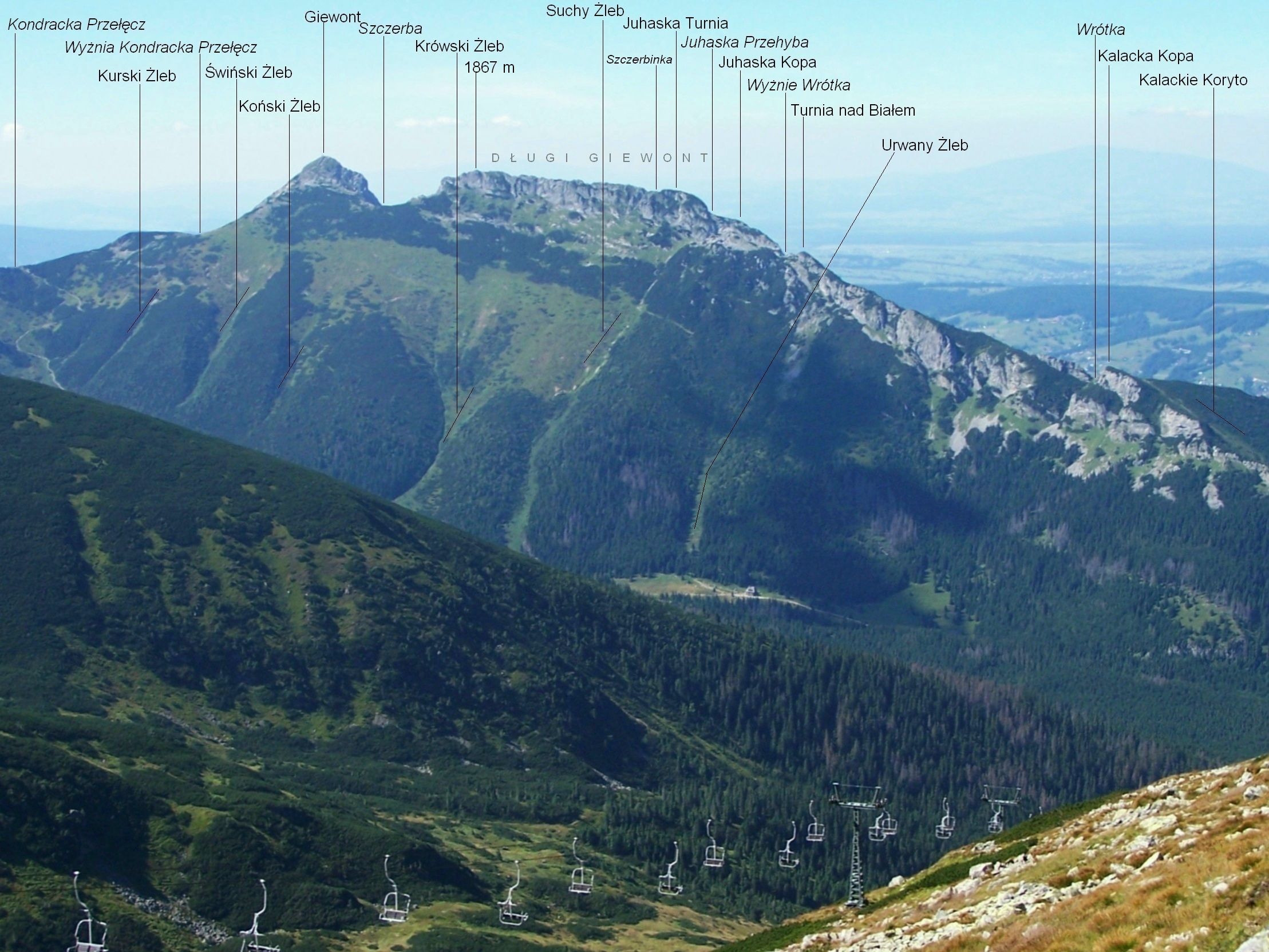
Widok na żleby Giewontu z Kasprowego Wierchu

Krówski Żleb – żleb na południowo-wschodnich, opadających do Doliny Kondratowej stokach Giewontu w Tatrach Zachodnich. Jego górny koniec znajduje się w dolnej części łąk Wielkiego Upłazu pod środkową częścią Długiego Giewontu. Żleb opada w kierunku południowo-wschodnim i uchodzi na Polanę Kondratową.
Krówski Żleb jest jednym z sześciu nazwanych żlebów opadających z masywu Giewontu do Doliny Kondratowej. W kierunku od zachodu na wschód są to: Kurski Żleb, Świński Żleb, Koński Żleb, Krówski Żleb, Suchy Żleb, Urwany Żleb. Żleby te stanowią najdogodniejsze dojście z dna Doliny Kondratowej pod grań Giewontu, gdyż przez lawiny ogołocone są z chaszczy. Kurski Żleb jest wśród nich największy. Co roku schodzą nim olbrzymie lawiny, szczególnie wiosną, gdy śnieg jest mokry. Powyżej żlebu istnieje wielkie pęknięcie terenu.